# Хатисука (род)
Хатисука (яп. 蜂須賀氏 Хатисука-си) — японский самурайский род. Потомки императора Сэйвы (850—880), боковая ветвь кланов Асикага и Сиба из ветви Сэйва-Гэндзи.

## История
Асикага Иэудзи (XIII век), сын Асикаги Ясудзи, был первым, кто взял фамилию «Сиба». Асикага Иэудзи занимал должность военного губернатора (сюго) провинций Этидзэн, Овари и еще нескольких провинций и был представителем трех семей — Сиба, Хосокава и Хатакэяма, из которых избирались претенденты на высокий пост «киото-канрэй» (заместитель сёгуна в столичном регионе).
Сиба Масааки, потомок Сибы Такацунэ (1305—1367), обосновался в местечке Хатисука на границе провинций Овари и Мино, недалеко от течения реки Кисогава. Именно от названия этого места, в дальнейшем и получил свое имя клан Хатисука.
В XVI веке клан Хатисука был известен благодаря его главе, Хатисуке Масакацу или Короку (1526—1586). Первоначально Хатисука Короку жил в замке Миядзиро, который принадлежал его дяде. Замок Миядзиро был на тот момент родовым замком клана Хатисука. Масакацу служил клану Ода и сыграл важную роль в нескольких ранних битвах Оды Нобунаги. Позднее Хатисука Масакацу перешел на службу к Тоётоми Хидэёси, получив от последнего домен с доходом 100 000 коку.
В 1585 году Тоётоми Хидэёси пожаловал во владение Хатисуке Масакацу домен Токусима на острове Сикоку, но последний отказался от неё в пользу своего сына Иэмасы (1558—1639). Хатисука Иэмаса участвовал в военных кампаниях Тоётоми Хидэёси на острове Сикоку и в Корее. После возвращения из второй Корейской компании в 1598 году Хатисука Иэмаса ушел в отставку, передав главенство в клане своему сыну Хатисука Ёсисиге.
Хатисука Ёсисигэ (1581—1620) сражался на стороне Токугава Иэясу в битве при Сэкигахаре в 1600 году. После победы Токугава Иэясу утвердил за ним его родовые владения в провинции Ава на острове Сикоку (Токусима-хан с доходом 186 000 коку). После осады Осаки Ёсисигэ также стал владельцем острова Авадзи.
Потомки Хатисуки Ёсисигэ владели княжеством Токусима до конца периода Эдо. Род Хатисука был одним из немногих кланов, которые сохранили свой рисовый доход от начала до конца периода Эдо. Они смогли сохранить рисовый доход в размере 256 000 коку.
Хатисука Нарихиро (1821—1868), 13-й даймё Токусима-хана (1843—1868), двадцать второй сын 11-го сёгуна Токугава Иэнари, был усыновлен Хатисукой Наримасой (1795—1859), 12-м даймё Токусима-хана (1813—1843). Хатисука Нарихиро перешел на сторону правительства Мэйдзи во время Войны Босин и предоставил свои войска в боях на севере. В 1868 году после смерти Хатисуки Нарихиро ему наследовал старший сын Хатисука Мотиаки (1846—1918), последний (14-й) даймё Токусима-хана (1868—1871). В 1882 году Мотиаки был назначен послом Японии во Франции и получил титул маркиза (косяку) в системе кадзоку. Позднее Хатисука Мотиаки занимал посты губернатора Токио (1890—1891), председателя Палаты пэров (1891—1896) и министра образования Японии (1896—1897).